# Termocykler

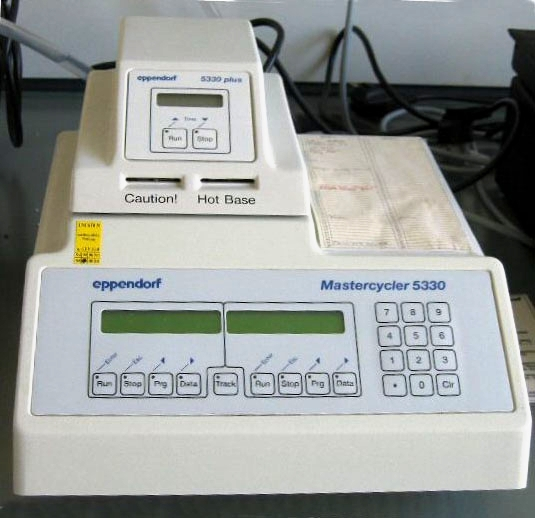
Termocykler Mastercycler 5330 niemieckiej firmy Eppendorf

Termocykler – urządzenie laboratoryjne do prowadzenia łańcuchowej reakcji polimerazy. 
Posiada on blok grzejny z otworami na probówki reakcyjne (zwane tutaj peceerówkami). Zapewnia zmiany temperatury bloku zgodne ze wcześniej zdefiniowanym programem i odpowiednie do efektywnego zajścia reakcji. Bloki grzejne są zazwyczaj wyposażone w moduł Peltiera, żeby zmieniały swą temperaturę możliwie szybko. Niektóre (bardziej zaawansowane, na przykład do prowadzenia ilościowej reakcji łańcuchowej polimerazy) urządzenia mają naczynia reakcyjne chłodzone i grzane powietrzem.
Współczesne termocyklery są zaopatrzone w dogrzewaną pokrywę, by zapobiegać skraplaniu się buforu reakcyjnego u góry próbówek. Usprawnienie to wyeliminowało konieczność stosowania specjalnego olejku, którego warstewkę nalewano na wierzch mieszaniny reakcyjnej, by zmniejszyć jej parowanie. Niektóre urządzenia mają kilka bloków grzejnych, co pozwala na równoległe prowadzenie reakcji w różnych warunkach. Oprogramowanie nowoczesnych termocyklerów umożliwia też szeroką manipulację warunkami temperaturowymi reakcji w czasie oraz tworzenie gradientów temperatury w bloku.